# Elliniki Radiofonia Tileorasi
Elliniki Radiofonia Tileorasi (abreviat ERT, în greacă Ελληνική Ραδιοφωνία Τηλεόραση, tradus ca Radioteleviziunea elenă) este compania publică de radio și televiziune din Grecia. ERT e deținut de cinci posturi de televiziune și 28 de posturi de radio pe întreg teritoriul Greciei.
ERT este succesorul lui IER foști și mai târziu (cu adaos de TV) EIRT (National transmisiile de televiziune). Statutul a fost schimbat în 1976, când o unitate a fost transformată în societate pe acțiuni. În 1982 a fuzionat cu YENED într-un singur organism de radiodifuziune public din Grecia. Cele mai multe servicii de ERT adăpostite în Radiomegaro, construit în anii 1968-1969, care este situat pe Avenue Messogion Agia Paraskevi.
Pe 12 iunie 2013 Guvernul elen a anunțat că ERT SA va fi redenumit în NERIT SA (New Hellenic Radio Internet and Television), precizând că noua instituție va începe să emită la sfârșitul lunii august 2013.
În iunie 2015 ERT S.A. s-a redeschis la ora 6:00 (ora elene), din 3 mai 2016 a reînceput să trasmită și ERT World

## Istoric
ERT a început să emită prin intermediul undelor radio în 1938 din Atena, sub acronimul EIR (Fundația Elenă de Radio). În timpul celui de-Al Doilea Război Mondial, emisia postului a fost întreruptă odată cu ocuparea Greciei de către Puterile Axei. După terminarea războiului, serviciul a fost extins la trei posturi naționale de radio și unul internațional pentru emigranții greci. EIR a fost una dintre cele 23 de organizații care au fondat Uniunea Europeană de Radiodifuziune în 1950.
Primele teste de televiziune au început în 1965, iar pe 23 februarie 1966 a fost lansat primul canal de televiziune în limba greacă, I próto kanáli (astăzi ET1). În 1970 EIR a fost redenumit în EIRT (Fundația Elenă de Radio și Televiziune). La acea vreme existau două canale TV în Grecia: ERT și YENED (ΥΕΝΕΔ), cel din urmă fiind controlat de armata greacă. YENED a fost folosit în principal ca mijloc de propagandă al dictaturii militare până la căderea acesteia în 1974. Stația a rămas sub control militar și și-a păstrat numele până la începutul anilor 1980, când a fost redenumită ERT2 (astăzi NET) de guvernul PASOK de atunci. Pe 14 decembrie 1988 a fost lansat al treilea canal public de televiziune, ET3, cu sediul la Salonic, care s-a adresat în principal regiunii Macedonia din nordul Greciei.

### NERIT (New Hellenic Radio, Internet and Television)
Pe 11 iunie 2013, purtătorul de cuvânt al Guvernului grec, Simos Kedikoglou, a anunțat formarea unei noi companii de radio și televiziune, NERIT, care este programată să emită din august 2013. Aceasta va avea între 1.000 și 1.200 de angajați și va continua să fie finanțată din publicitate și taxa plătită de populație.. NERIT a închis emisia la ora 06:00 pe 11 iunie 2015, rezultând astfel redeschiderea ERT.

## Servicii

### Canale de televiziune
- ERT1 – transmite din Atena din 23.02.1966
- ERT2 – transmite din Atena din 27.02.1966
- ERT3 - transmite din Salonic din 14.12.1988

- ERT HD – canal în format HD -  lansat pe 27 aprilie 2011
- ERT World – transmite programele ERT în principal pentru diaspora greacă prin satelit. Trasmite din 1993 (1996), redeschis în 2016

### Programe Radio
- Πρώτο Πρόγραμμα
- Δεύτερο Πρόγραμμα
- Τρίτο Πρόγραμμα
- ERA Sport
- Kosmos 93.6
- ERA 5 Vocea Grecei (Voice of Greece)
- 102 FM
- 95,8 FM
- stații regionale de radio în marile orașe ale Grecei